# Öksüzlü, Kadirli
Öksüzlü là một xã thuộc huyện Kadirli, tỉnh Osmaniye, Thổ Nhĩ Kỳ. Dân số thời điểm năm 2010 là 313 người.